# NGC 4977
NGC 4977 é uma galáxia espiral (Sb) localizada na direcção da constelação de Ursa Major. Possui uma declinação de +55° 39' 24" e uma ascensão recta de 13 horas, 06 minutos e 04,4 segundos.
A galáxia NGC 4977 foi descoberta em 14 de Abril de 1789 por William Herschel.